# かぼすブリ
かぼすブリは、大分県特産のカボスをエサに加えて育てられる養殖ブリである。
かぼすヒラメ、かぼすヒラマサともに、大分県の新たなブランド魚となっている。 

## 特徴
血合い（赤身の部分）が鮮やかで、風味が良く、さっぱりとした食味が特徴である。
ブリの切り身はカンパチやヒラマサより血合肉が早く変色し、同じ鮮度でも商品価値が低下するという難点があるが、かぼすブリは、カボスに含まれるポリフェノールやビタミンC等の抗酸化作用により血合肉の鮮やかな色が通常の養殖ブリより20時間持続する。
食味については、歯ごたえがよく、さっぱりしていて、風味がよい。
主な産地は、臼杵市、津久見市、佐伯市。

## 食べ方
旬（出荷時期）は、10〜3月。
脂がしつこくなくさっぱりしており、食べ方としては刺身やカルパッチョが美味とされるほか、ブリしゃぶもおすすめされている。